# Let's Face the Music!
Let's Face the Music! è un album in studio del musicista statunitense Nat King Cole, pubblicato nel 1964.

## Tracce
1. Day In, Day Out (Rube Bloom, Johnny Mercer) – 2:25
2. Bidin' My Time (George Gershwin, Ira Gershwin) – 2:27
3. When My Sugar Walks Down the Street (Gene Austin, Jimmy McHugh, Irving Mills) – 2:10
4. Warm and Willing (Ray Evans, Jay Livingston, McHugh) – 3:01
5. I'm Gonna Sit Right Down and Write Myself a Letter (Fred E. Ahlert, Joe Young) – 2:37
6. Cold, Cold Heart (Hank Williams) – 3:45
7. Something Makes Me Want to Dance with You (Colin Romoff, Danny Meehan) – 2:09
8. Moon Love (Mack David, André Kostelanetz) – 2:11
9. The Rules of the Road (Cy Coleman, Carolyn Leigh) – 2:45
10. Ebony Rhapsody (Sam Coslow, Arthur Johnston) – 3:04
11. Too Little, Too Late (Arthur Kent, Jerry Grant) – 2:59
12. Let's Face the Music and Dance (Irving Berlin) – 2:25